# Умар аль-Марварруди
Умар ибн Мухаммад ибн Халид ибн Абд аль-Малик аль-Марварру́ди (араб. عمر بن محمد بن خالد بن عبد الملك المرو الروذي‎; IX век) — астроном-наблюдатель, сын Мухаммада аль-Марварруди и внук Халида аль-Марварруди. Родился в Багдаде. Умар аль-Марварруди проводил исследования совместно с отцом и является автором ряда работ по астрономии. Среди его научных трудов Исмаил-паша Багдади упоминает краткий зидж (араб. الزيج المختصر‎), уточнение положения небесных тел (تعديل الكواكب‎) и трактат о создании плоских астролябий (صناعة الاصطرلاب المسطح‎).